# Привороття Друге
Приворо́ття Друге — село в Україні, у Гуменецькій сільській територіальній громаді Кам'янець-Подільського району Хмельницької області.

## Назва
Історично зафіксована назва «Привороття Маківське».

## Географія
Село Привороття Друге розташоване на правому березі річки Мукша, за 1-2 км від сіл Гуменці, Вербка та Маків. Біля села великі лісові масиви.

## Історія
Перша згадка про поселення XVII століття.

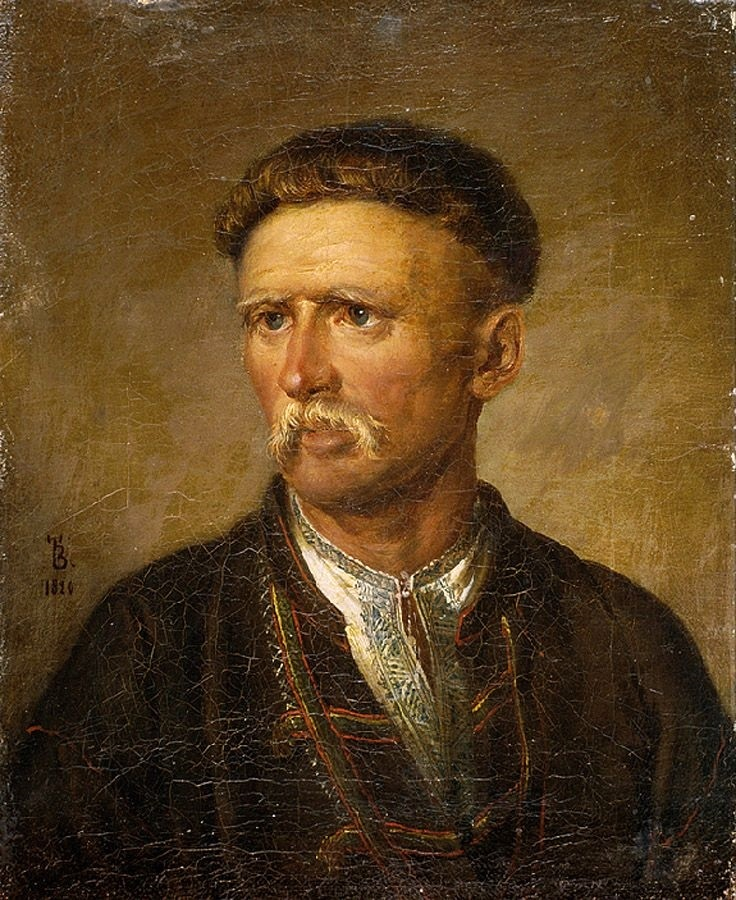
Портрет «Українець середніх років», який традиційно вважається портретом Устима Кармелюка

1830–1835 роки — селянський рух під проводом Устима Кармелюка, охоплював території поблизу села Привороття Друге. А саме на Кармелюковій горі в лісах розташовувались загони Кармелюка.
Внаслідок поразки визвольних змагань на початку XX століття, село надовго окуповане російсько-більшовицькими загарбниками.
Радянська окупація принесла колективізацію та розкуркулення, селяни зазнали репресій.
В 1932–1933 селяни села пережили сталінський геноцид.
З 24 серпня 1991 року село входить до складу незалежної України.
13 серпня 2015 року внаслідок об'єднання сільських рад село ввійшло до складу Гуменецької сільської громади,, до цього органом місцевого самоврядування була Гуменецька сільська рада.

## Населення
Населення становить 133 особи на 2001 рік.
Згідно даних 2015 року селі мешкало 115 осіб.

## Економіка
Дитячий оздоровчий табір «Лісова пісня» — заклад розташований на території Національного природного парку «Подільські Товтри», поблизу Національного історико-архітектурного заповідника «Кам’янець». На території табору облаштовано футбольний майданчик, баскетбольна площадка, басейн та екран для перегляду фільмів. А чудовим доповненням відпочинку стануть мальовничі краєвиди, чисте лісове повітря та кришталева джерельна вода.

## Охорона природи
Село лежить у межах національного природного парку «Подільські Товтри». 14 березня 2024 року створена охоронна зона для збереження біорізноманіття у лісах та затверджений її паспорт. Охоронна зона розташована в межах Маківського лісництва філії «Кам’янець-Подільське лісове господарство» Державного спеціалізованого господарського підприємства «Ліси України», біля села Привороття Друге на території ландшафтного заказника загальнодержавного значення «Кармалюкова гора».

### Кармалюкова Гора
Поблизу села на товтрі Кармалюкова гора розкинувся заказник «Кармалюкова Гора». Його загальна площа 765 га. Назва нагадує про легендарного подільського героя — Устима Кармалюка, який разом зі своїми побратимами мав схованку у печері на верхівці гори. На товтрах зростає типовий дубово-грабовий ліс, у якому трапляються підсніжник звичайний, проліска дволиста, лілія лісова, любка дволиста, булатка великоквіткова, аконіт шерстистоустий, вовчі ягоди звичайні, кліщинець Бестерів та інші види. В лісі поширені такі роди мохів, як порелла, тортелла, грімія, а також лишайники з родів рамаліна, аномадон, тортула, леукодон.

## Галерея

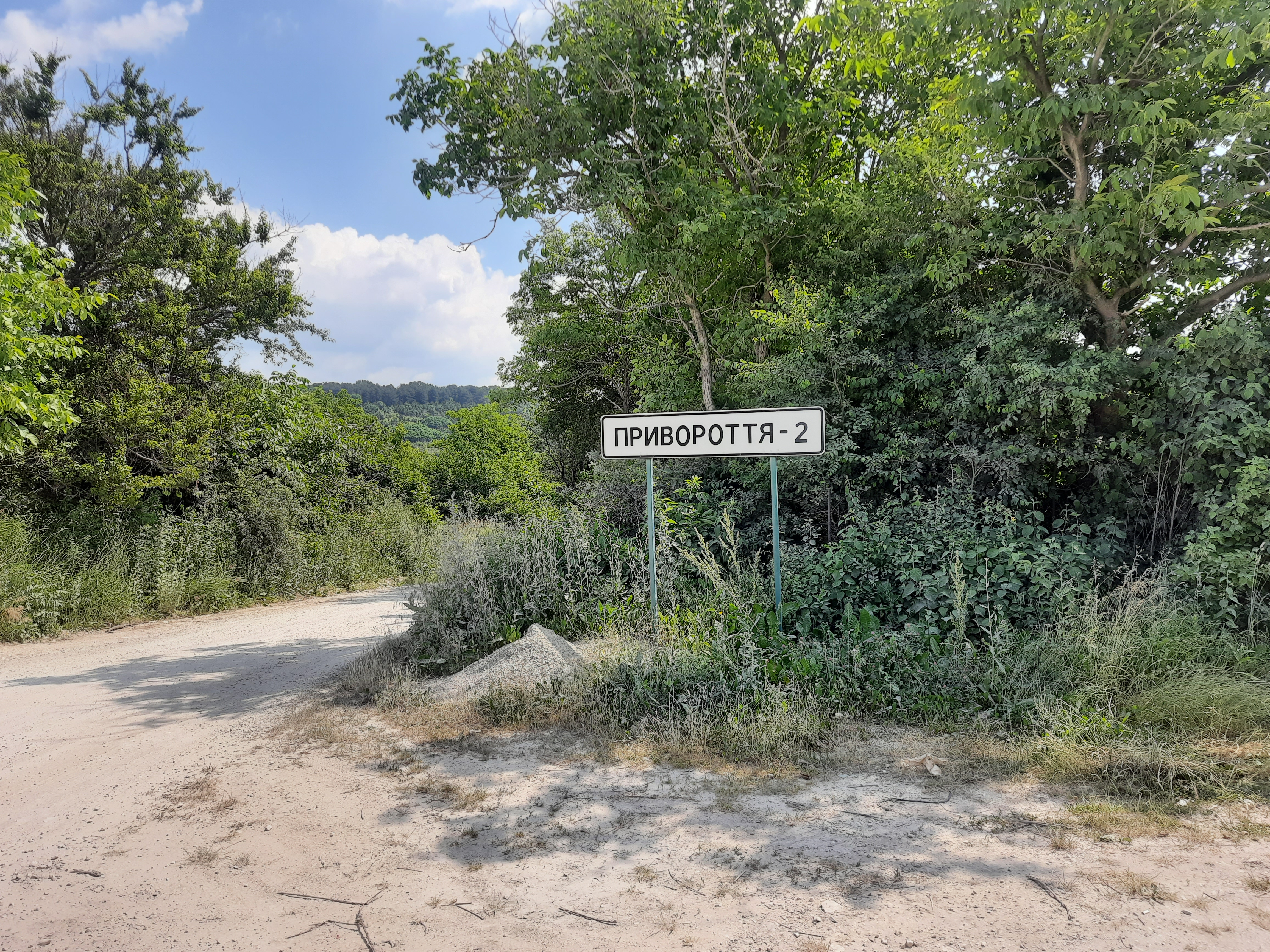
В'їзд у село
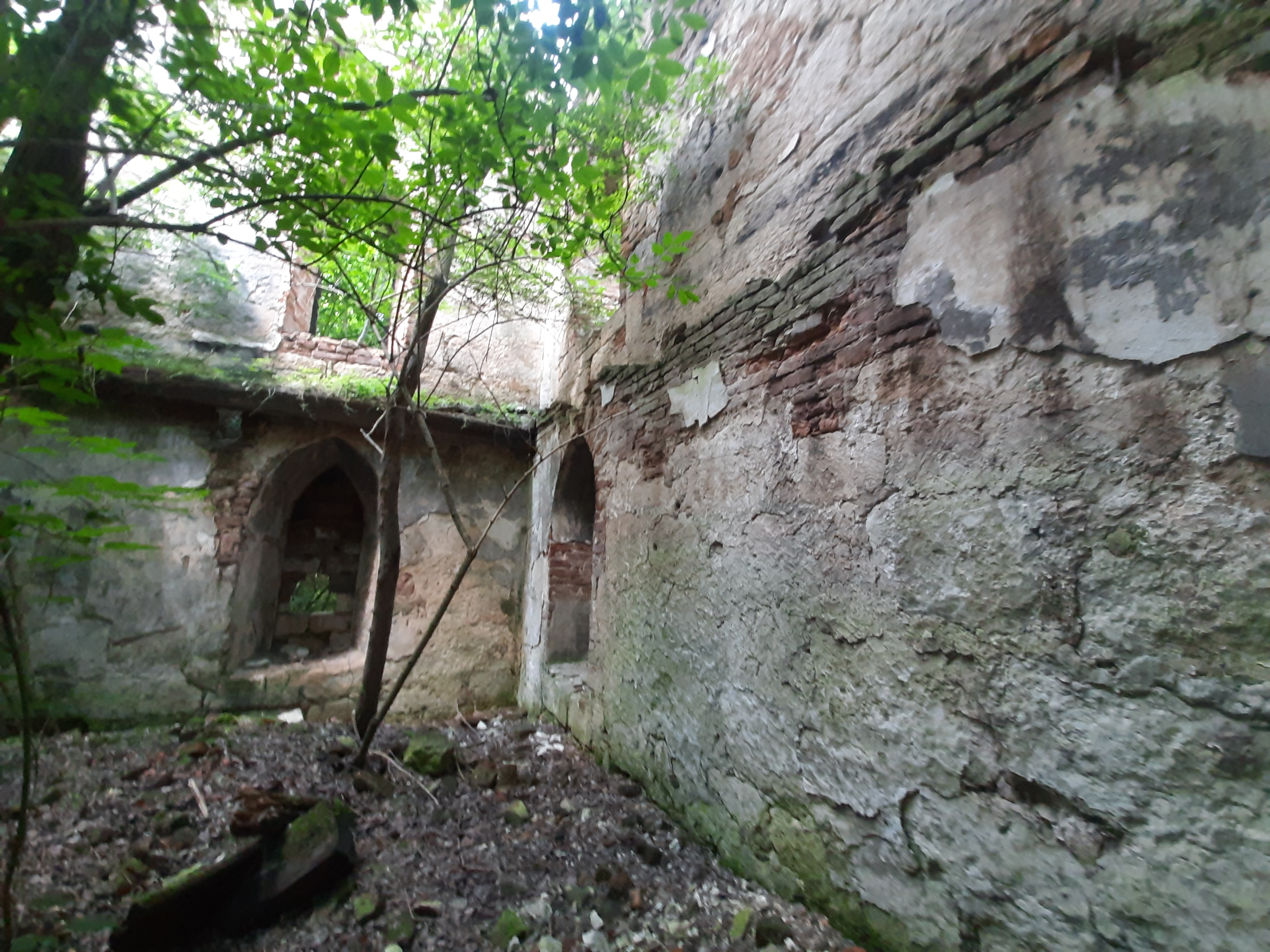
Руїни старого млина
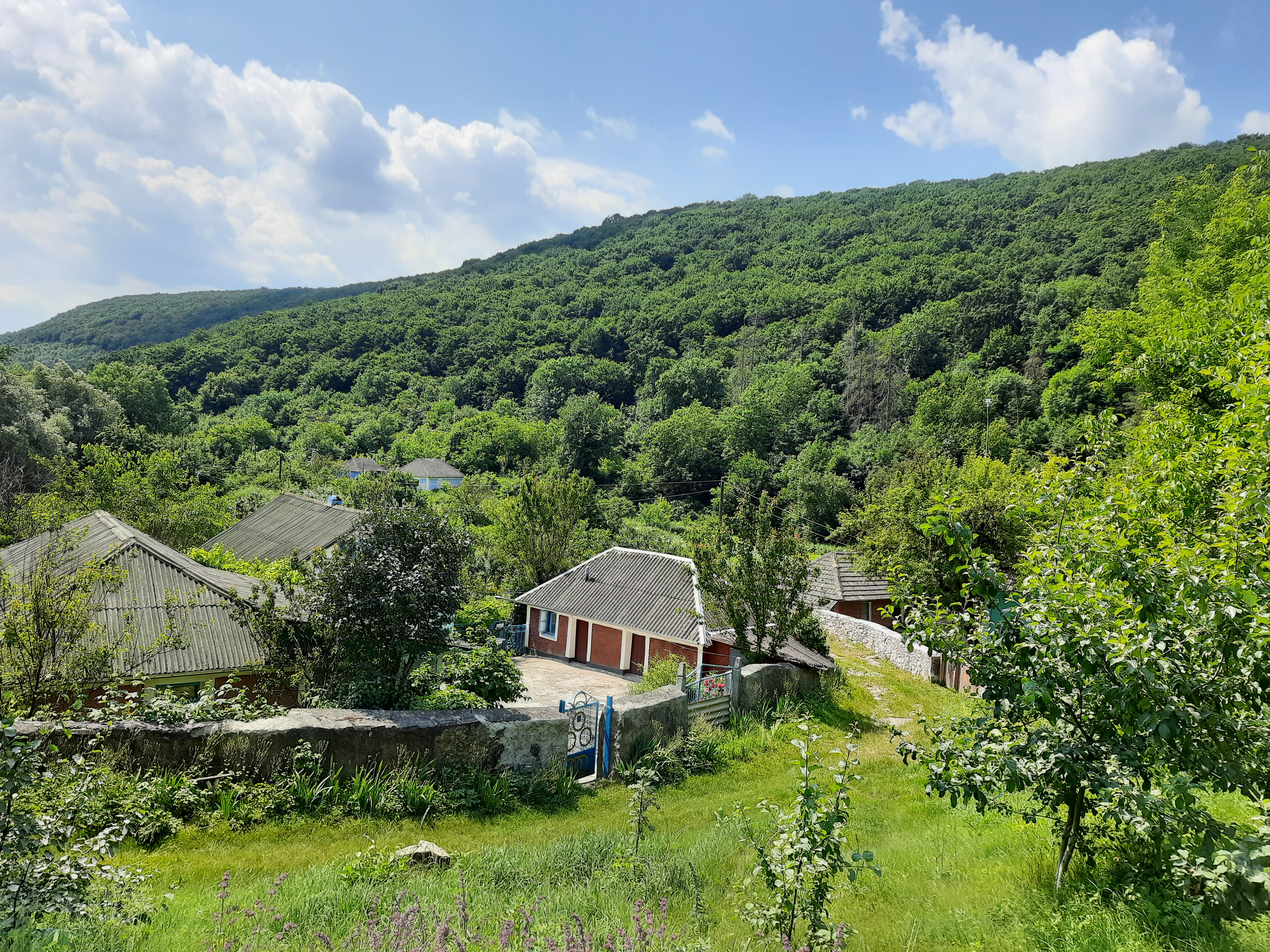
Сільський краєвид
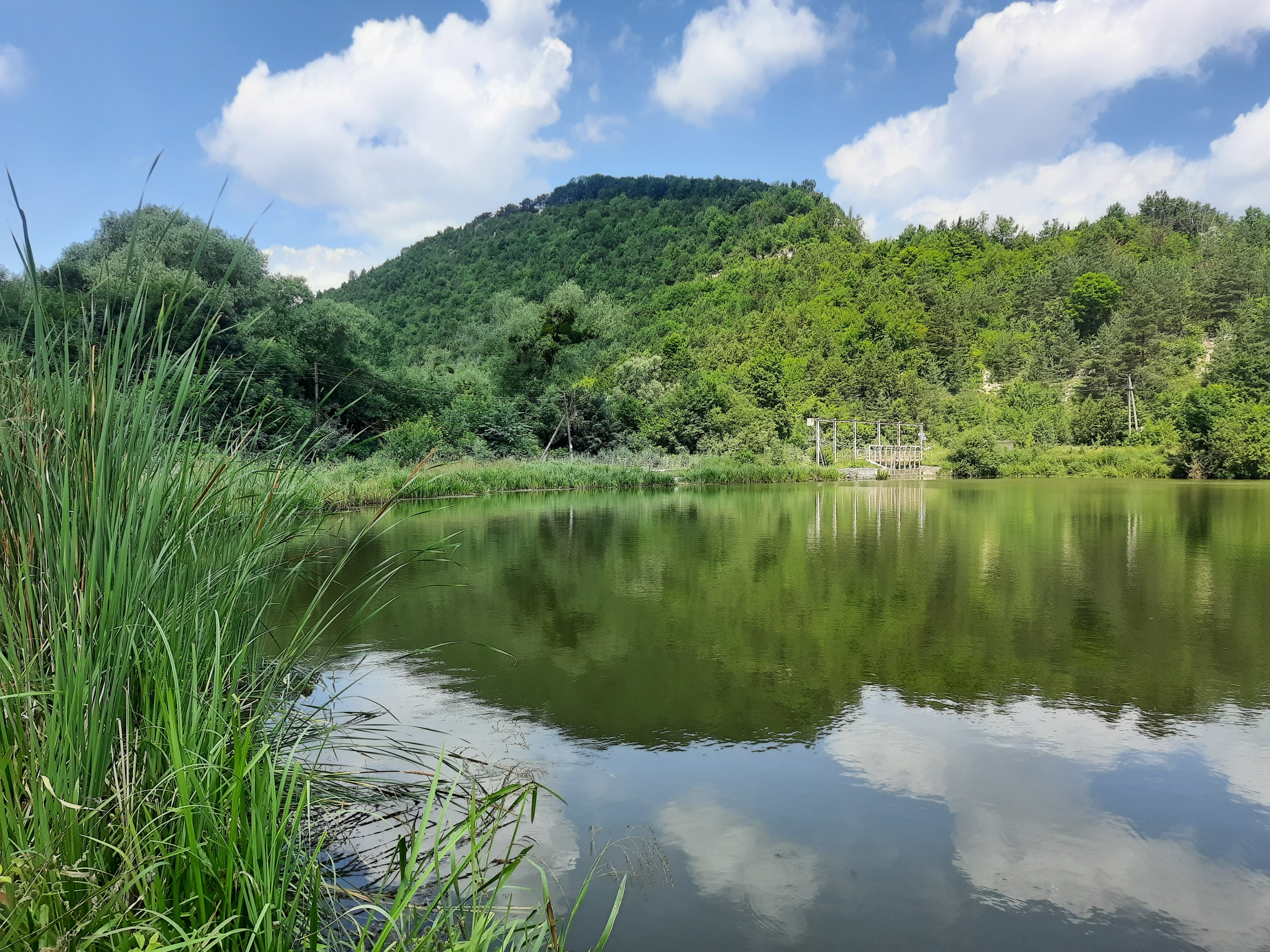
Ставок на річці Мукша
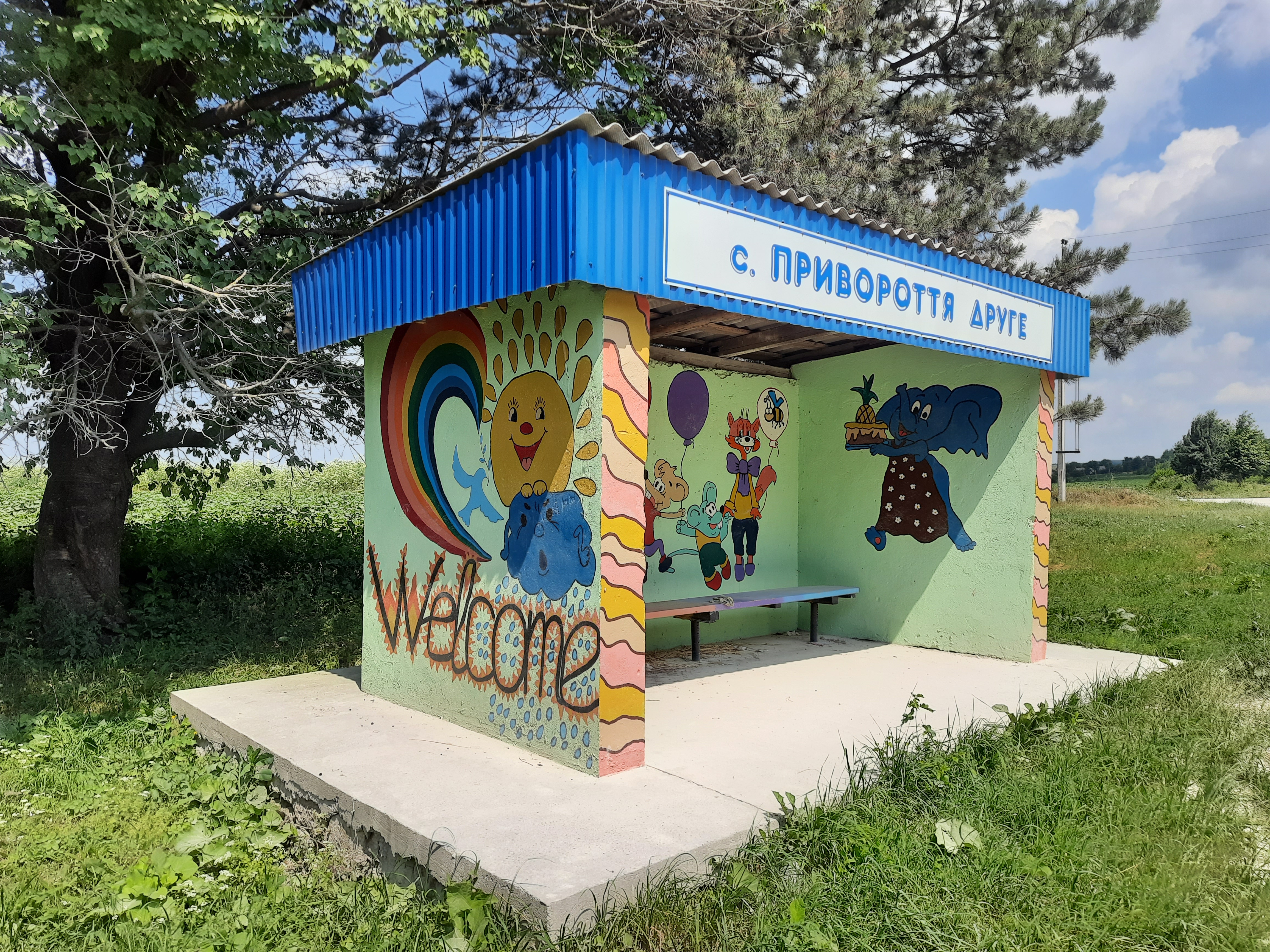
Автобусна зупинка неподалік села